# Phtheochroa aegrana
Phtheochroa aegrana är en fjärilsart som beskrevs av Walsingham 1879. Phtheochroa aegrana ingår i släktet Phtheochroa och familjen vecklare. Inga underarter finns listade i Catalogue of Life.